# Le Fantôme espagnol
Le Fantôme espagnol ou Het Spaanse spook en néerlandais est le premier album de bande dessinée de la série Bob et Bobette. Il porte le numéro 150 de la série actuelle (3è série rouge).
Il a été écrit et dessiné par Willy Vandersteen et a été publié pour la première fois dans le magazine de bande dessinée Tintin du 9 septembre 1948 au 2 février 1950.
Le premier album est sorti en 1952 , dans la série bleue ; l'histoire a obtenu le numéro 0. En 1974, l'histoire a été la dernière de la série bleue à être publiée dans la série classique en quadrichromie.

## Synopsis
Dans un musée, Bob, Bobette et Lambique font la connaissance de Don Persilos Y Vigoramba, un fantôme, avec qui ils remontent le temps à l'époque où il était un être de chair. Pour ce faire, ils voyagent à travers un tableau de Pierre Brueghel l'Ancien. Ils sauvent le village de Kriekebeek du duc d'Albe et combattent l'armée espagnole.

## Personnages principaux
- Bobette
- Bob
- Lambique
- Don Persilos Y Vigorambaq

- Pierre Brueghel l'Ancien.
- Le bourgmestre Van de Molenburg
- Le libraire Meyers
- Le Duc d'Albe, Don Alvarez de Toledo
- Alwina la sorcière
- Les tuniques rouges

## Époque
La majeure partie de l'histoire se déroule en 1565 , à la veille de l' iconoclasme et de la guerre de quatre-vingts ans.

## Lieux
- Belgique , un musée (avec la peinture Le Repas de noce de Pierre Bruegel l'Ancien )
- Brabant , Kriekebeek
- Gaasbeek , château de Gaasbeek
- Anderlecht , Luizenmolen
- Hôtel de ville de Bruxelles
- Grand-Place de Bruxelles
- Porte de Hal
- Porte de Schaerbeek [3]

## Autour de l'album
- Cet album est le premier de la série Bob et Bobette publié dans l'édition belge du journal Tintin . Les planches sont publiées à partir du n° 38 du 16-09-1948 jusqu'au n° 5 du 02-02-1950. Certains considèrent qu'il s'agit d'une des meilleures aventures de Bob et Bobette. En effet, Vandersteen, sous l'influence de Hergé, y développe son récit avec plus de raffinement.

- Le fantôme espagnol est la première histoire que Vandersteen situe en Belgique au XVIe siècle , une période historique qu'il appréciait particulièrement.
- La sorcière Alwina transforme littéralement Bob, Bobette et Lambique en personnages dessinés différemment. Ils ont tous des corps anatomiquement plus corrects. Bobette obtient également une coiffure complètement différente, avec des boucles . Les trois amis conservent ensuite ce nouveau look dans toutes les histoires suivantes de la série bleue . Fanfreluche est toujours présent dans les premières pages et est transformé par Alwina avec des vêtements du XVIe siècle, mais n'est plus visible dans la suite du récit ainsi que dans les autres histoires publiées initialement dans Le journal Tintin

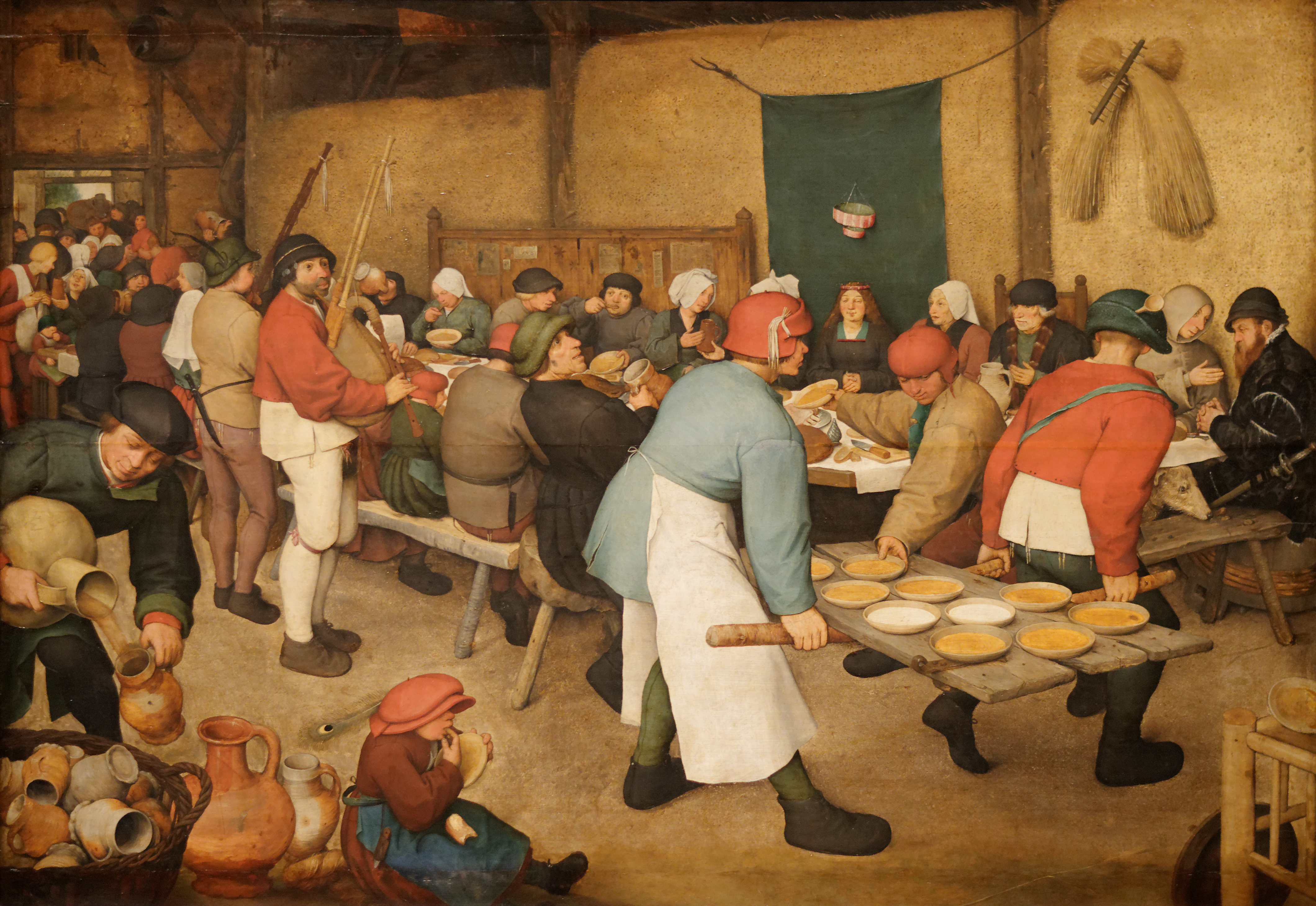
Le Repas de noce, de Pierre Brueghel l'Ancien, a fortement influencé ce nouveau récit.

- La peinture de Pierre Brueghel l'Ancien, Le repas de noce , qui se trouve en fait au Musée d'histoire de l'art  de Vienne , est le point de départ de cette histoire. Le berger à qui Bob et Bobette demandent le chemin est également basé sur un croquis authentique de Brugehel.
- Margot la Folle, un autre album de Bob et Bobette, est également inspirée de la peinture de Brueghel du même nom.
- L'album contient un certain nombre d'incohérences historiques entourant le duc d'Albe. L'histoire se déroule en 1565, mais Albe n'est arrivée aux Pays-Bas que deux ans plus tard, en 1567, alors que l' iconoclasme avait déjà éclaté. À la fin de l'histoire, il est rapporté qu'Albe a été rappelée en Espagne en raison des complications entourant la commune fictive de Kriekebeek (se référant à Schaerbeek, dont les habitants vendaient à Bruxelles leurs cerises qu'ils chargeaient sur des ânes) et est décédée plus tard sur le champ de bataille. C'est historiquement incorrect; en réalité, Albe n'est parti (âgé de 65 ans) qu'en 1573, et est tout simplement mort de vieillesse (en 1582) à l'âge de 74 ans.
- Le joueur de cornemuse qui continue de jouer bien que son instrument est strié est une caricature de Jacques Laudy , un dessinateur belge qui a également travaillé pour Tintin[4].
- Vandersteen s'est inspiré dans cette histoire de la série de bandes dessinées américaine Prince Vaillant . De nombreux dessins et postures anatomiques sont tirés des dessins de Hal Foster[5].

## Éditions
- Het Spaanse spook, Standaart, 1952 : Édition originale en néerlandais
- Le Fantôme espagnol, Le Lombard, 1952 : Première édition française dans la collection bleu en bichromie.
- Le Fantôme espagnol, Erasme, 1975 : Édition française comme numéro 150 de la série actuelle en couleur.
- Le Fantôme espagnol, Erasme, 1983 : Réédition de l'album de 1952 dans la collection bleu en bichromie.
- Le Fantôme espagnol, Standaard, 2009 : Réédition de l'album de 1952 dans la collection bleu avec une toute nouvelle mise en couleurs.